# Leinehafen (Hannover)

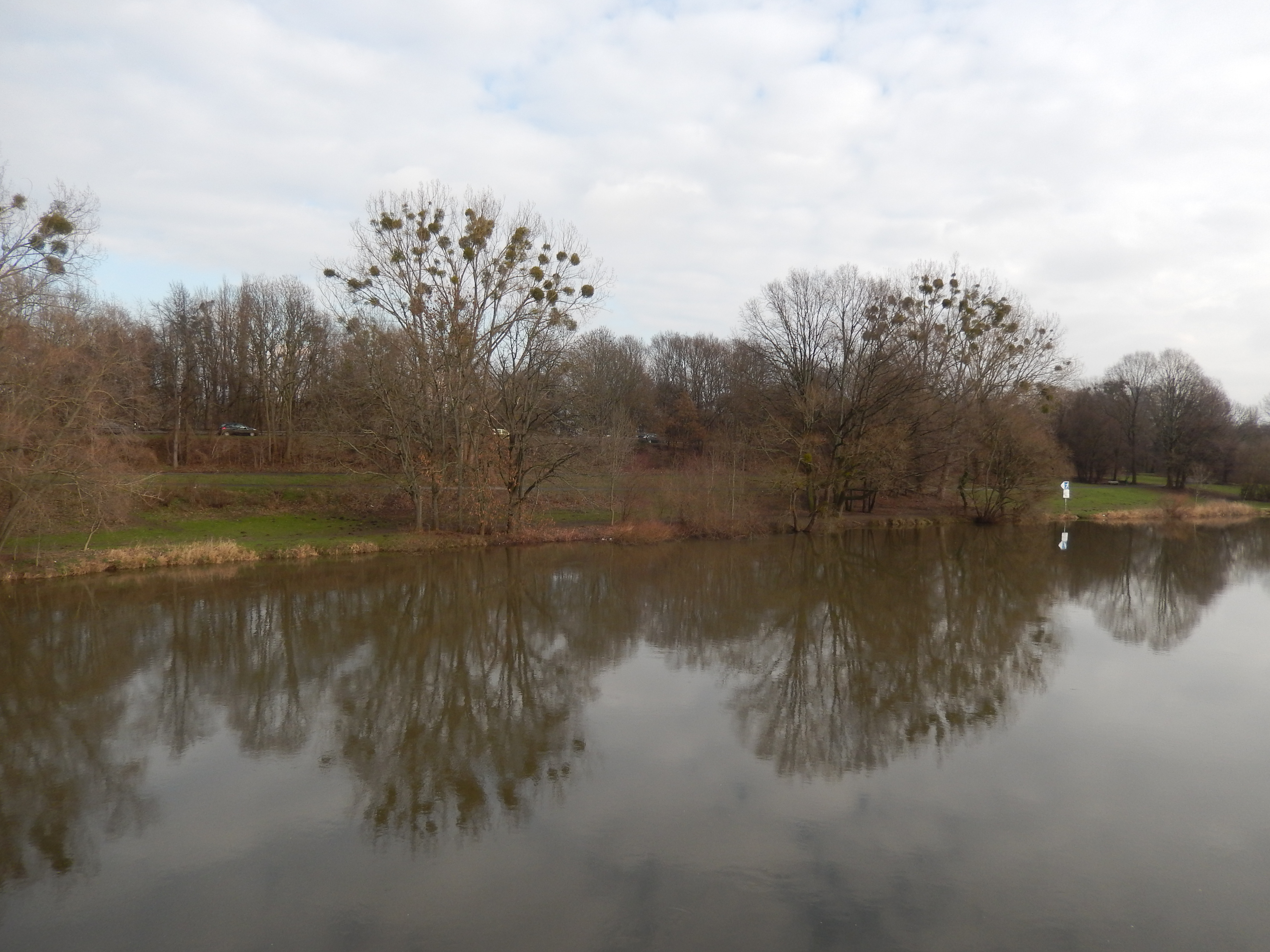
Das Nordufer der Leine an der Stelle des nahezu spurlos verschwundenen früheren Leinehafens, im Hintergrund der Schnellweg Bremer Damm in der Nordstadt von Hannover;
Zustand Anfang 2016

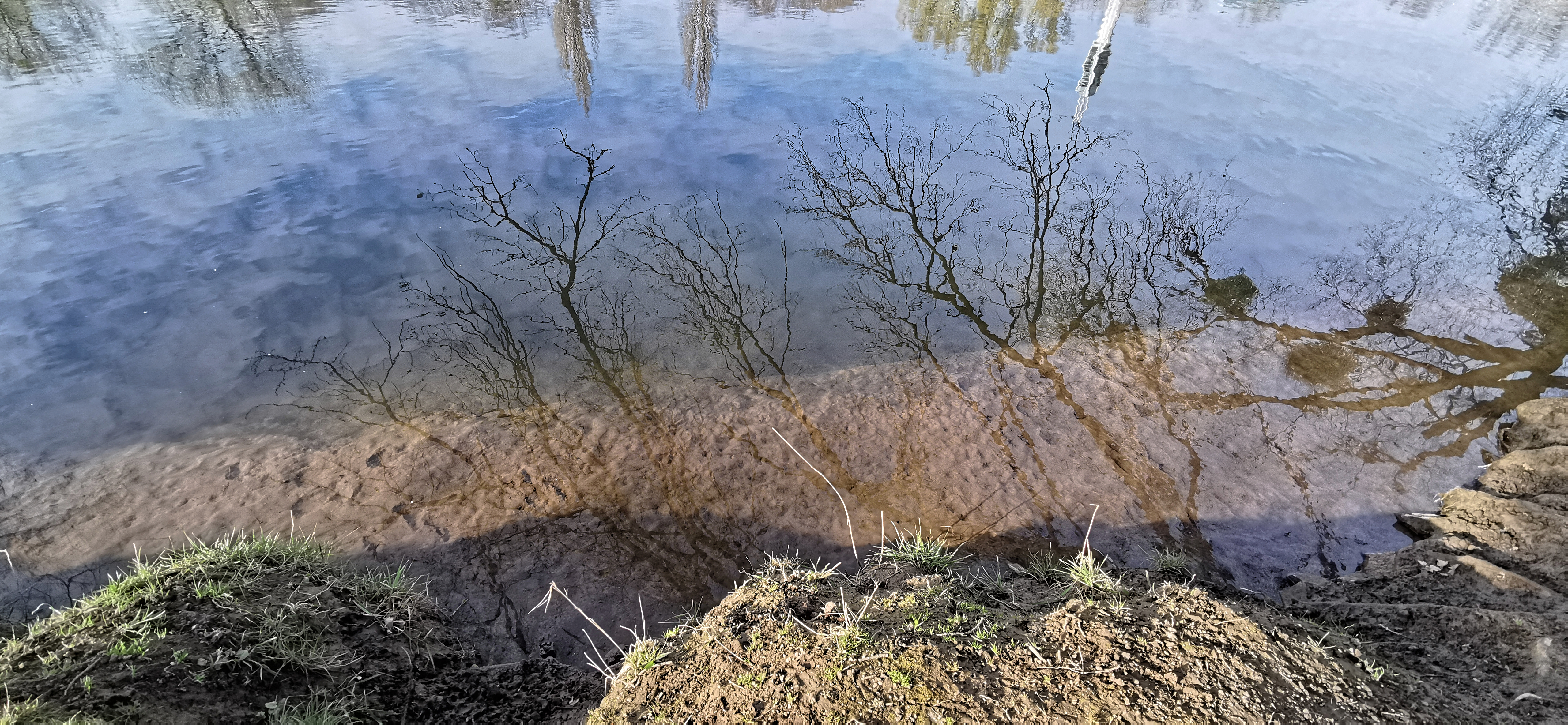
Bei klarem Wasser ist die Kaimauer noch zu sehen

Der Leinehafen in Hannover war ein Anfang des 20. Jahrhunderts angelegter Binnenhafen am Nordufer der Leine. In Anlehnung an mittelalterliche Vorgängerbauten um Hannover wurde der Hafen auch „Stapel“ genannt. Die technischen Bauwerke entlang einer rund 600 Meter langen Kaimauer begannen kurz hinter dem Zusammenfluss mit der Ihme im heutigen hannoverschen Stadtteil Nordstadt gegenüber Linden-Nord.

## Geschichte
Der Leinehafen wurde auf Initiative und als Prestigeprojekt des hannoverschen Stadtdirektors Heinrich Tramm Anfang des 20. Jahrhunderts angelegt. Als Handelshafen für den Warenumschlag per Verschiffung sollte er in wirtschaftlicher Konkurrenz zu dem von der seinerzeit noch selbständigen Industriestadt Linden betriebenen Lindener Hafen stehen.
Zum Betrieb des Leinehafens wurde im Ersten Weltkrieg und teilweise unter Einsatz von Zwangsarbeitern aus Russland die Leine begradigt und auf rund 70 Meter verbreitert: ab der Einmündung der Ihme bis zum Wehr zwischen Limmer und Herrenhausen. Von dort aus konnten beispielsweise Massengutfrachter über den damaligen Leine-Abstiegskanal, später Leine-Verbindungskanal genannt, und weiter über die Leine-Abstiegskanal-Schleuse den Stichkanal Linden erreichen.
Im Jahr 1917 wurde der Leinehafen schließlich eröffnet. Zusätzlich zu der etwa 600 Meter langen Kaimauer war ein rund 250 Meter langer Verladebereich gebaut worden, an dem gleichzeitig drei 60-Tonnen-Kähne festmachen konnten, um durch einen Kran beladen zu werden. Umgeschlagen wurden Massengüter wie Sand, Kohlen, Zuckerrüben und Rohrzucker oder etwa Formsand für die Hanomag.
Da der Leinehafen als reiner Stadthafen für den Ortsverkehr gebaut war, wurden die Waren von oder zu den Schiffen mit Wagen der hannoverschen Straßenbahn angeliefert. Vom Betriebshof Glocksee führte dazu ein Gleis auf einer Holzbrücke über die Leine. Es wurde 1916 in Betrieb genommen, Mitte der 1920er Jahre wurde der Verkehr eingestellt. Das Gleis blieb jedoch bis Ende der 1940er Jahre liegen und wurde zum Abstellen von Wagen genutzt.
In der Anfangszeit und zu Beginn der Weimarer Republik hatte der Leinehafen noch seine größten Mengenumsätze: Wurden 1919/1920 noch rund 32.000 Tonnen umgeschlagen, waren es 1925/1926 nur noch 730 Tonnen. Noch vor dem Zweiten Weltkrieg wurde der Hafenbetrieb offenbar eingestellt.
Bis 1955 war der Leinehafen noch auf den Stadtplänen Hannovers verzeichnet. Erst mit der Anlage des 1959 erbauten Bremer Damms als Zubringer zum Westschnellweg und der begleitenden Begrünung des Leineufers wurde der Leinehafen endgültig beseitigt.